# Gare des Rosiers-sur-Loire
La gare des Rosiers-sur-Loire est une gare ferroviaire française de la ligne de Tours à Saint-Nazaire, située à proximité du bourg centre, sur le territoire de la commune de Gennes-Val-de-Loire, sur la commune déléguée des Rosiers-sur-Loire, dans le département de Maine-et-Loire, en région Pays de la Loire.
C'est une halte ferroviaire de la Société nationale des chemins de fer français (SNCF), desservie par des trains express régionaux TER Pays de la Loire.

## Situation ferroviaire

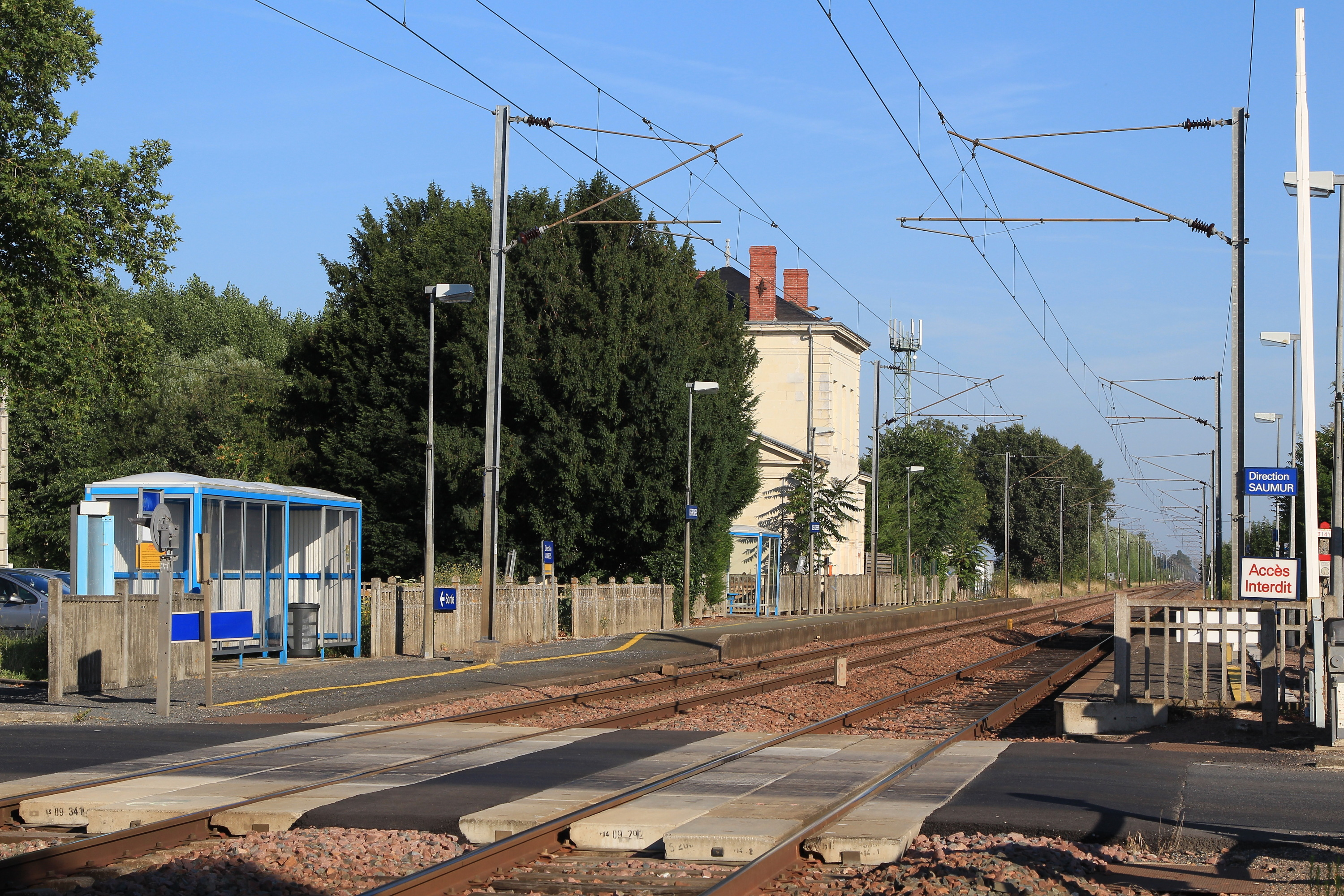
La gare des Rosiers-sur-Loire en 2012, vue en direction de Saint-Nazaire, depuis le passage à niveau no 251.

Établie à 24 m d'altitude, la gare des Rosiers-sur-Loire est située au point kilométrique (PK) 314,417 de la ligne de Tours à Saint-Nazaire, entre les gares ouvertes de Saumur et de La Ménitré. Elle est séparée de Saumur par les gares aujourd'hui fermées de Saint-Martin-de-la-Place et Saint-Clément-des-Levées.

## Histoire

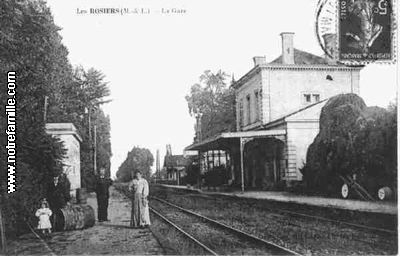
La gare au siècle dernier.

## Fréquentation
Selon les estimations de la SNCF, la fréquentation annuelle de la gare figure dans le tableau ci-dessous.
| Année               | 2019   | 2018   | 2017   | 2016   | 2015   |
| ------------------- | ------ | ------ | ------ | ------ | ------ |
| Nombre de voyageurs | 60 806 | 53 053 | 51 409 | 48 540 | 52 118 |

## Service des voyageurs

### Accueil
Halte SNCF, c'est un point d'arrêt non géré (PANG) à entrée libre, équipé d'abris de quai.

### Desserte
Les Rosiers-sur-Loire est desservie par des trains TER Pays de la Loire omnibus circulant entre Angers-Saint-Laud et Saumur. Certains de ces trains sont en provenance ou à destination de Tours ou Thouars au lieu de Saumur ; en provenance de Cholet ou à destination de Nantes au lieu d'Angers-Saint-Laud.

### Intermodalité
Un parc à vélo et un parking pour les véhicules sont aménagés.

## Patrimoine ferroviaire
L'ancien bâtiment voyageurs est en tous points identique à celui de la gare de Langeais. Il s'agit d'un édifice de style néoclassique comportant un corps central à étage encadré par deux ailes basses symétriques. Il n'exerce plus la fonction de gare et sert d'habitation sur une propriété privée.